# Erytrea na Letnich Igrzyskach Olimpijskich 2024
Erytrea na Letnich Igrzyskach Olimpijskich 2024 — reprezentacja Erytrei na Letnich Igrzyskach Olimpijskich 2024, które odbyły się w dniach 26 lipca – 11 sierpnia w Paryżu. Zawodnicy z tego kraju po raz siódmy uczestniczyli w letnich igrzyskach olimpijskich. W zmaganiach wzięło udział 11 sportowców – 8 mężczyzn i 3 kobiety.

## Skład reprezentacji

### Kolarstwo szosowe
| Zawodnik      | Konkurencja                    | Czas     | Pozycja | Źródło |
| ------------- | ------------------------------ | -------- | ------- | ------ |
| Biniam Girmay | wyścig ze startu wspólnego (m) | 6:26:57  | 49.     | [ 2 ]  |
| Biniam Girmay | jazda indywidualna na czas (m) | 40:20,65 | 29.     | [ 3 ]  |

### Lekkoatletyka

#### Konkurencje biegowe
| Zawodnik         | Konkurencja  | Eliminacje | Eliminacje | Finał    | Finał   | Pozycja | Źródło      |
| Zawodnik         | Konkurencja  | Czas       | Pozycja    | Czas     | Pozycja | Pozycja | Źródło      |
| ---------------- | ------------ | ---------- | ---------- | -------- | ------- | ------- | ----------- |
| Samson Amare     | maraton (m)  | -          | -          | 2:08:56  | 10.     | 10.     | [ 4 ]       |
| Berhane Tesfay   | maraton (m)  | -          | -          | 2:18:50  | 64.     | 64.     | [ 4 ]       |
| Henok Tesfay     | maraton (m)  | -          | -          | 2:14:31  | 54.     | 54.     | [ 4 ]       |
| Dolshi Tesfu     | maraton (k)  | -          | -          | 2:36:30  | 58.     | 58.     | [ 5 ]       |
| Merhawi Mebrahtu | 10 000 m (m) | -          | -          | 27:24,25 | 15.     | 15.     | [ 6 ]       |
| Rahel Daniel     | 10 000 m (k) | -          | -          | DNF      | DNF     | –       | [ 7 ]       |
| Aron Kifle       | 5 000 m (m)  | 14:16,77   | 17.        | NQ       | NQ      | 36.     | [ 8 ] [ 9 ] |
| Dawit Seare      | 5 000 m (m)  | 13:52,53   | 7.         | 13:31,50 | 19.     | 19.     | [ 8 ] [ 9 ] |

### Pływanie
| Zawodnik       | Konkurencja              | Eliminacje | Eliminacje | Półfinał | Półfinał | Finał | Finał   | Pozycja | Źródła |
| Zawodnik       | Konkurencja              | Czas       | Pozycja    | Czas     | Pozycja  | Czas  | Pozycja | Pozycja | Źródła |
| -------------- | ------------------------ | ---------- | ---------- | -------- | -------- | ----- | ------- | ------- | ------ |
| Aaron Owusu    | 50 m stylem dowolnym (m) | 24,25      | 4.         | NQ       | NQ       | NQ    | NQ      | 51.     | [ 10 ] |
| Christina Rach | 50 m stylem dowolnym (k) | 27,20      | 2.         | NQ       | NQ       | NQ    | NQ      | 41.     | [ 11 ] |